# La Granja (Cáceres)
La Granja ist ein westspanisches Dorf und eine Gemeinde (municipio) mit 313 Einwohnern (Stand: 2024) in der Provinz Cáceres im Norden der autonomen Region Extremadura. 

## Lage und Klima
La Granja liegt in einem Teil des Iberischen Gebirges, in einer Höhe von ca. 410 m. Die Entfernung nach Cáceres beträgt etwa 100 km (Fahrtstrecke) in südsüdwestlicher Richtung. Durch den Osten der Gemeinde führt die Autovía A-66. Das Klima ist gemäßigt; Regen (897 mm/Jahr) fällt hauptsächlich im Winterhalbjahr.

## Bevölkerungsentwicklung
| Jahr      | 1970 | 1981 | 1991 | 2001 | 2011 | 2021 |
| Einwohner | 584  | 499  | 473  | 411  | 354  | 322  |

## Sehenswürdigkeiten
- Magdalenenkirche (Iglesia de Santa María Magdalena)

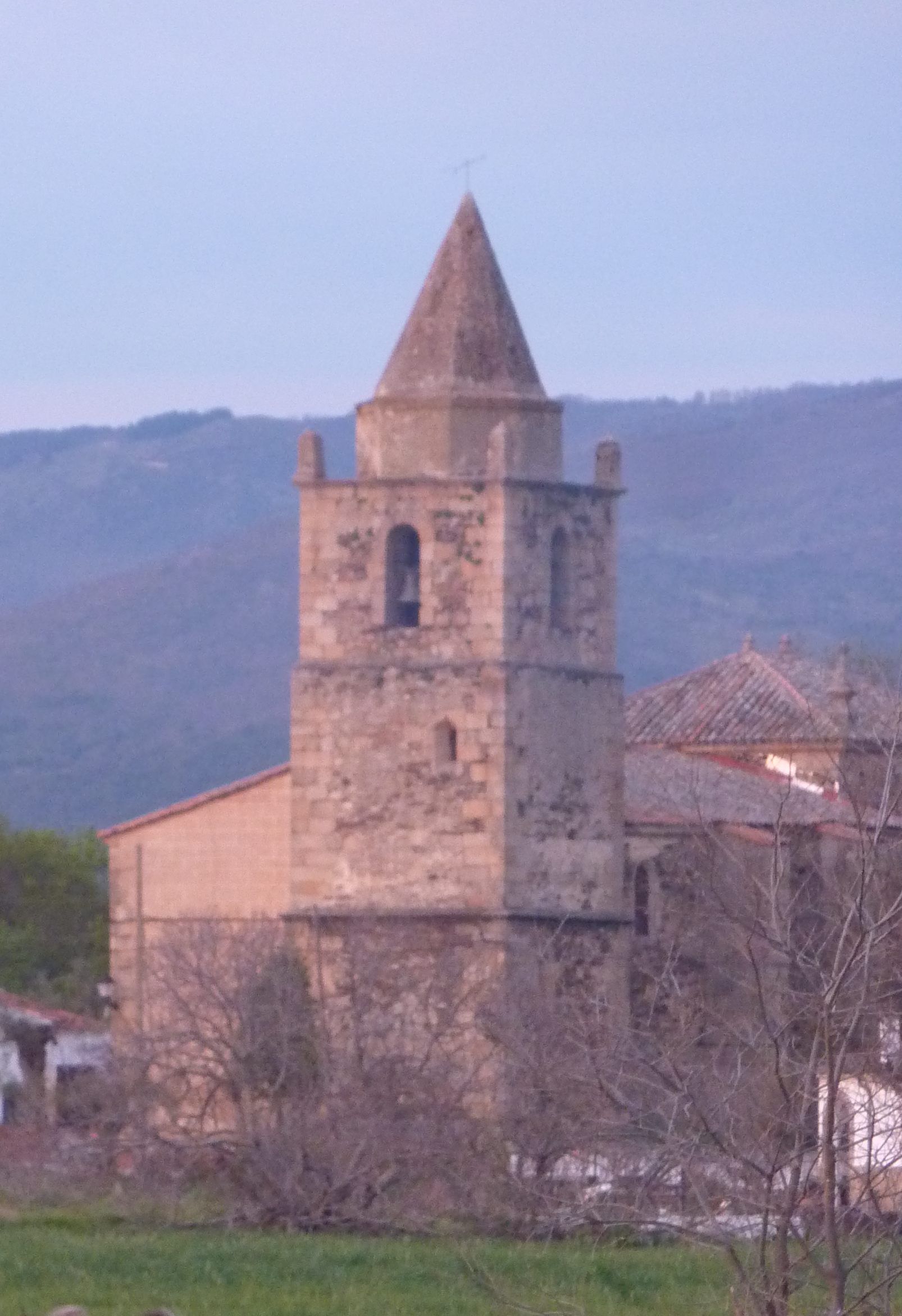
Magdalenenkirche